# Mela (Corse-du-Sud)
Mela település Franciaországban, Corse-du-Sud megyében. Lakosainak száma 34 fő (2022. január 1.). Mela Altagène, Levie és Sainte-Lucie-de-Tallano községekkel határos.

## Népesség
A település népességének változása:
| Lakosok száma | 56   | 48   | 30   | 33   | 31   | 29   | 29   | 29   | 28   | 34   |
|               | 1968 | 1982 | 1990 | 2006 | 2011 | 2016 | 2017 | 2019 | 2020 | 2022 |